# Siamo circondati
Siamo circondati (1995) è il secondo album del gruppo Ska Italiano Persiana Jones.

## Tracce
1. Minaccia alcoolica
2. Spara
3. Ballare
4. My Girl Lollypop
5. Spiagge
6. Como me gusta
7. Tyson Shock
8. Forse mai
9. Preziosa
10. Venezuela
11. Agita
12. Siamo circondati
13. Masakela